# Szojuz–11
A Szojuz–11 (oroszul: Союз–11) a szovjet háromszemélyes, személyszállító Szojuz 7K–OKSZ típusú űrhajó második repülése volt. A második személyzetes űrhajó, amelyik kapcsolódott (a Szojuz–10 csak a dokkolásig jutott), majd eredményesen dolgozott a Föld első űrállomásán. A küldetés a három űrhajós halálával végződött. Ők mindmáig az egyedüli emberek, akik az űrben haltak meg.

## Küldetés
Feladata volt a második űrhajós csapatot a Szaljut–1 űrállomásra szállítani, hogy elvégezzék az üzembe helyezést és az első műszaki próbát. Váltott műszakban nagy mennyiségű műszaki, csillagászati, meteorológiai, földkutatási, orvos és biológiai megfigyelést és kísérletet végzett.

## Jellemzői
Központi tervező iroda CKBEM <= Центральное конструкторское бюро экспериментального машиностроения (ЦКБЕМ)> (OKB-1 <= ОКБ-1>, most OAO RKK Energiya im. SP Korolev <= ОАО РКК Энергия им. С. П. Королёва>). Az űrhajót kis átalakítással emberes programra, teherszállításra és mentésre (leszállásra) tervezték.
1971. június 6-án a Bajkonuri űrrepülőtér indítóállomásról egy Szojuz hordozórakéta (11А511) juttatta Föld körüli, közeli körpályára. Az orbitális egység pályája 88,3 perces, 51,6 fokos hajlásszögű, elliptikus pálya-perigeuma 185 kilométer, apogeuma 217 kilométer volt. Az űrállomás megközelítése érdekében apró pályamódosító manővereket kellett végrehajtani. Hasznos tömege 6790 kilogramm. Az űrhajó napelemek nélkül, kémiai akkumulátorokkal 14 napos program végrehajtására volt alkalmas. A napelemszárnyakat még meghagyták. A személyzet 22,6 napig dolgozott az űrállomáson. Összesen 23 napot, 18 órát, 21 percet és 43 másodpercet töltött a világűrben. Összesen 384 alkalommal kerülte meg a Földet. A Szojuz–11 szerkezeti felépítését tekintve teljesen azonos a Szojuz–10-zel,
Június 7-én automatikus üzemmódban 100 méterig közeledett, majd kézi irányítással megtörtént a dokkolás. Az elektromos, a hidraulikus és a hermetikusság-ellenőrzés után kinyitották az átjárókat, átszálltak az űrállomásra.
Június 29-én a mérési, kutatási eredmények átpakolása után elválasztották az űrhajót, megkezdték a leszállási programot. A rögzített repülési adatok vizsgálata során megállapították, hogy a kabinból a Kármán-vonal felett, műszaki okok miatt a kiegyenlítő biztonsági szelep kinyitott, a legénység megfulladt.
Június 30-án a leszállás rendben megtörtént, az aerodinamikai fékezés és a fékezőrakéták működése is biztosított volt. A mentőegység a legénység tagjait a helyükön ülve, életjelenségek nélkül találták. A három űrhajóst a Kreml falába temették, Gagarin mellé.
A két héten át folyó vizsgálat kimutatta, hogy visszatéréskor az űrhajóból megszökött a levegő, és az űrhajósok megfulladtak, mivel nem viseltek szkafandert.
A baleset után a Szojuz űrhajókat áttervezték, és bevezették, hogy a start és a visszatérés során a személyzet ismét szkafandert viseljen, emiatt a személyzet újra kétfős lett, a középső ülés helyére a szkafanderek levegőellátása került. Az elektromos rendszer egyszerűsítése érdekében a napelemes energiaellátást akkumulátorosra cserélték, így ugyan a független repülés ideje lecsökkent, azonban – mivel a Szojuz űrhajó fő feladata az űrállomások kiszolgálása lett – ez nem okozott problémát.

### Program
1. az űrállomás üzembe helyezése, irányító központtal történő kapcsolat tesztelése, ellenőrző mérések végrehajtása, fedélzeti rendszerek üzempróbája,
2. az űrállomás pozíciójának meghatározása, üzemi magasságba emelése,
3. a Föld tanulmányozása: geológiai, ásványtani, mezőgazdasági, meteorológiai (felső rétegek; hó és jégtakaró; tengerek; viharzónák, stb. vizsgálata),
4. a világűr tanulmányozása: fizikai jellemzők, folyamatok- és jelenségek különböző tartományokban, csillagászati mérések,
5. orvos-biológiai vizsgálatok: az emberi szervezetre ható mikrogravitációs tényezők mérése; védelmi lehetőségek alkalmazása (gyógyszer, torna).

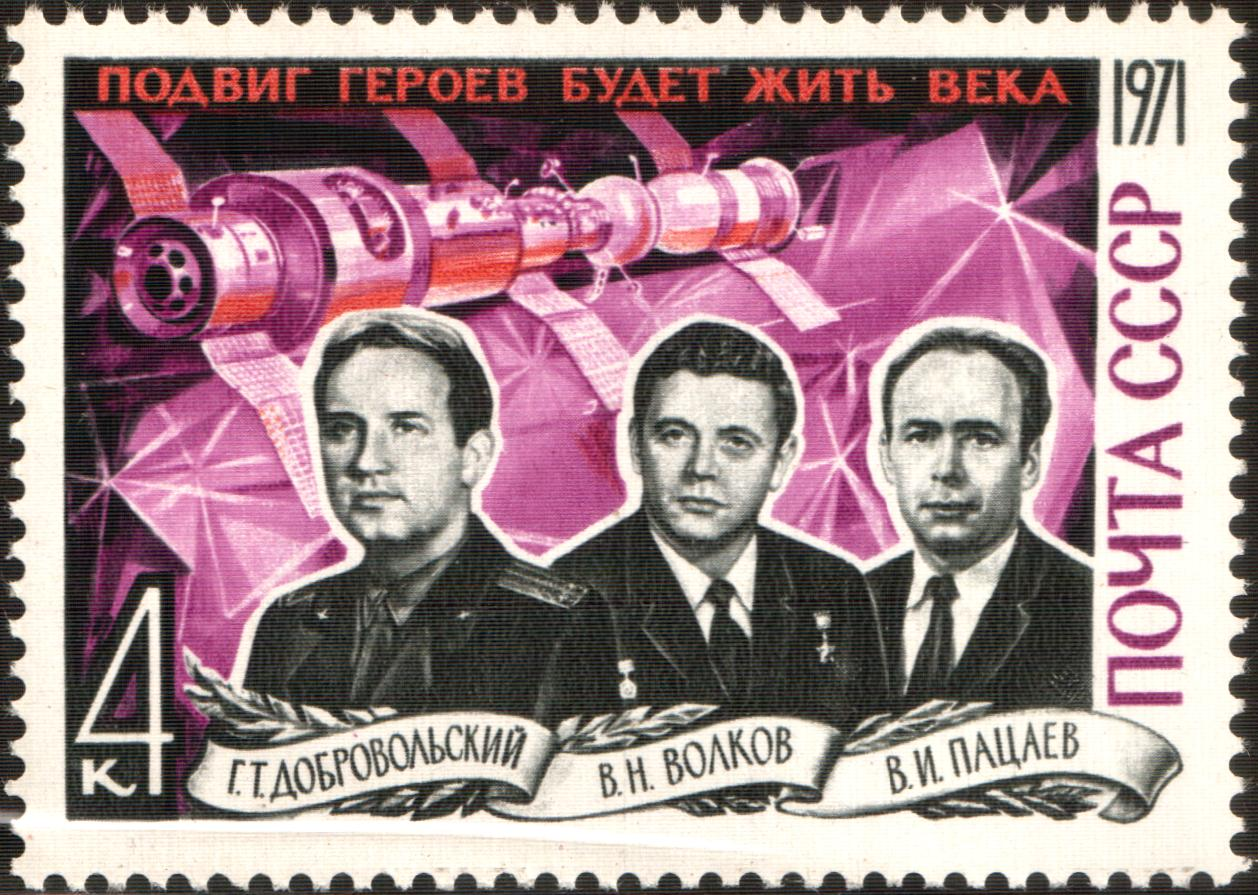
A szerencsétlenül járt Szojuz–11 személyzete: G. T. Dobrovolszkij, V. N. Volkov, V. I. Pacajev. (Szovjet emlékbélyeg, 1971.)

## Személyzet
(zárójelben a küldetések száma a Szojuz–11-gyel együtt)
- Georgij Dobrovolszkij (1)
- Vlagyiszlav Volkov (2)
- Viktor Ivanovics Pacajev (1)

### Tartalék személyzet
- Alekszej Arhipovics Leonov űrhajós parancsnok
- Valerij Nyikolajevics Kubaszov űrhajós fedélzeti mérnök
- Pjotr Ivanovics Kologyin kutatóűrhajós